# Tetracerus
Genre
Ce genre de bovin n'est composé que d'une espèce localisée en Inde :
- Tetracerus quadricornis - chousingha